# Mazda RX-7
La Mazda RX-7 è un'autovettura sportiva costruita dalla casa automobilistica giapponese Mazda in tre generazioni dal 1978 al 2002. Caratteristica peculiare di questa vettura è il suo motore rotativo Wankel.
Commercializzata inizialmente solo in Oriente, è stata successivamente esportata in Europa e negli Stati Uniti.
Di questa coupé esistono tre generazioni: la prima, presentata nel 1978, solo un anno dopo la cessazione della produzione della prima vettura di serie equipaggiata da tale motore, la NSU Ro 80, la seconda, prodotta dal 1985 al 1991, e l'ultima prodotta fino al 2002 (anche se negli ultimi anni la produzione fu destinata al solo mercato interno giapponese e limitata a pochi esemplari). Venne sostituita dalla Mazda RX-8.

## Prima serie (1978-1985) SA22C/FB

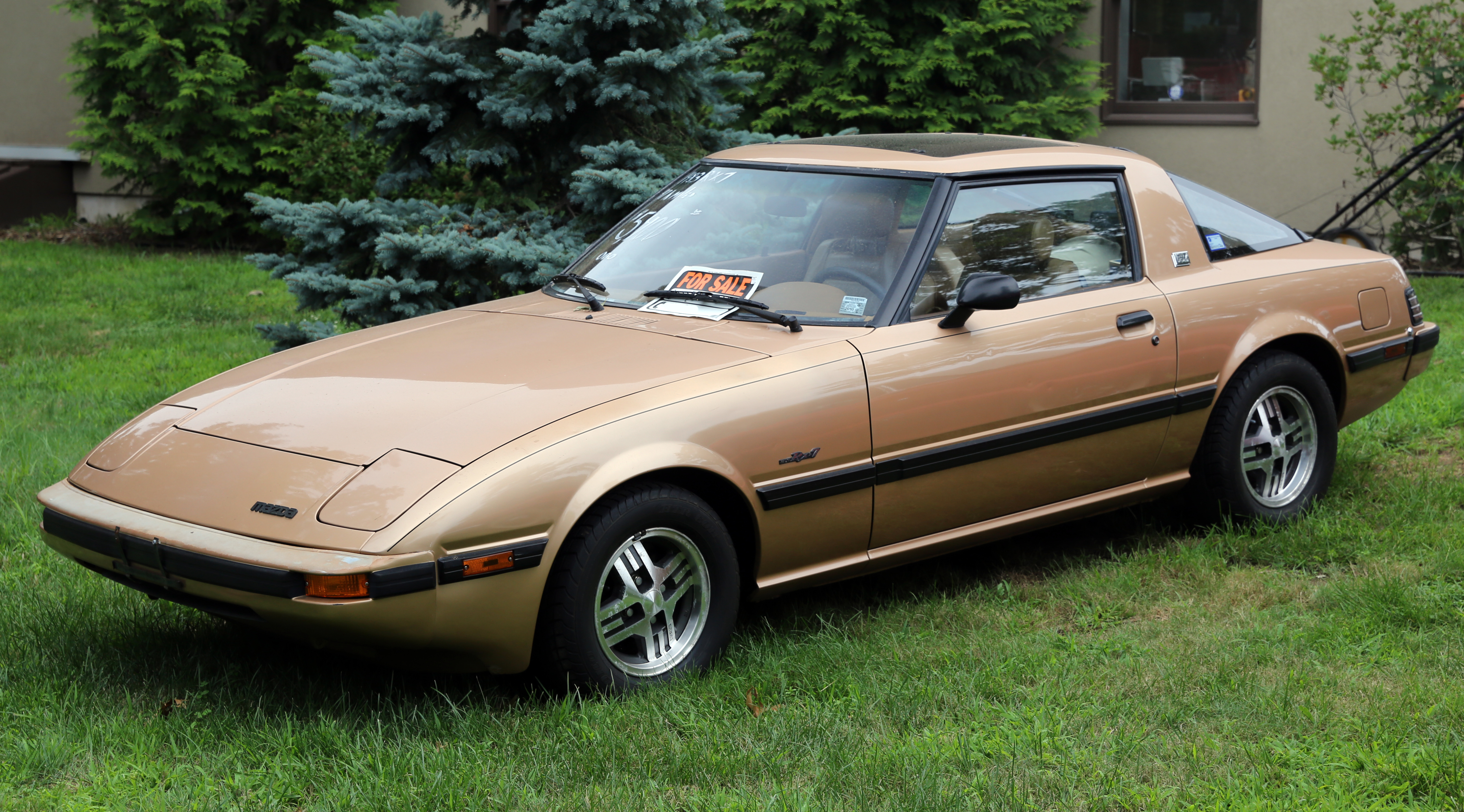
Mazda RX-7 restyling (1981)

La prima serie dell'auto venne equipaggiata da un birotore in grado di erogare 77 kW (105 CV) a 6.000 giri al minuto, e fornito di una coppia motrice di 147 Nm a 4000 giri/min. La configurazione era quella classica delle vetture sportive del tempo con una linea abbastanza spigolosa, dei fari a scomparsa e una meccanica caratterizzata dalla trazione posteriore. Sbarcò in Europa con l'intenzione di concorrere con le migliori sportive del tempo come ad esempio la Porsche 924 a cui in parte somigliava.

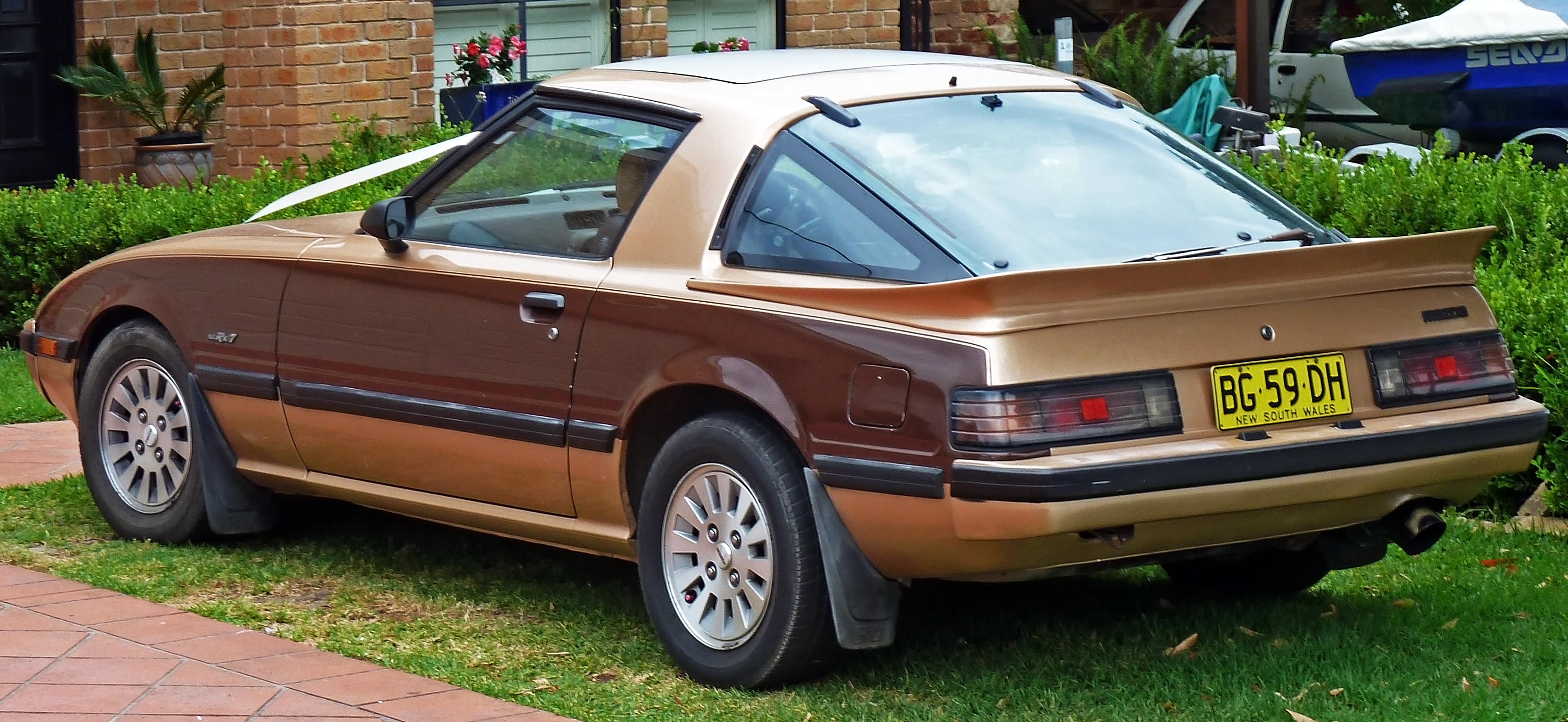
Posteriore

Nel 1981 subì un leggero restyling che esteticamente interessava i paraurti, le modanatura laterali, i cerchi e infine la fanaleria posteriore, che perdeva la zona di depressione centrale tipica del modello, per un più armonioso comparto con targa incorporata (in Europa).
Motoristicamente, grazie ad alcuni affinamenti, si raggiungevano gli 85 kW (115 CV), ed il comparto dinamico della vettura veniva ampiamente migliorato grazie ai quattro freni a disco di serie e ad una piccola modifica della sospensione anteriore.
L'interno poi passava dal tipico stile anni 70 del modello precedente (si veda la cromatura che correva lungo tutto l'abitacolo) a un più moderno uso dei materiali e degli accessori (con cristalli e retrovisori elettrici su tutti i modelli europei). Della prima serie vennero prodotti 474.565 esemplari, di cui 377.878 venduti sul mercato statunitense dove ancora oggi ha una forte schiera di appassionati.
Le motorizzazioni iniziali della seconda serie, la cui presentazione avvenne nel 1986, erano un aspirato da 146 CV (108 kW) o una versione sovralimentato da 182 CV (141 kW).

## Seconda serie (1985-1991) FC

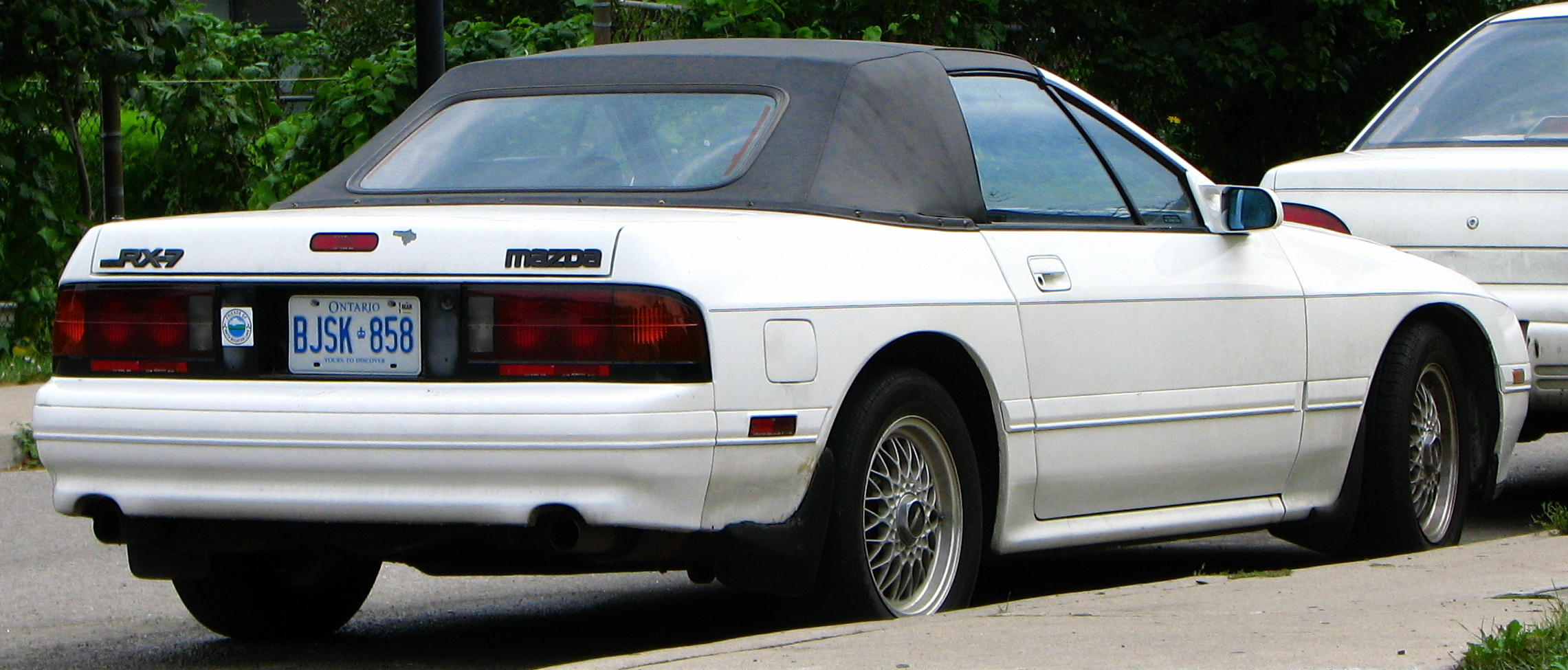
Una Mazda RX-7 FC cabriolet

A metà del 1989 venne presentata la versione rivista: l'aspirato raggiungeva i 160 CV (ma non era più disponibile in Europa) e la sovralimentata arrivava a 200 CV. Questo modello fu l'unico ufficialmente importato in Italia, nella versione denominata Turbo II, che comprendeva una ricca dotazione di serie (interni in pelle, tetto apribile elettrico, climatizzatore, cruise control).
Esteticamente era riconoscibile dal modello del 1986 per i fanali posteriori, con le luci dei freni rotonde, e per differenti paraurti ora in tinta con la carrozzeria. Venne offerta anche in versione cabriolet che, nonostante una buona accoglienza da parte del mercato, specialmente di quello nordamericano, venne prodotta solo per questa serie.

## Terza serie (1992-2002) FD
La terza e ultima serie (modello FD3S) vide la luce nell'ottobre del 1992 con un ulteriore raffinamento della linea per adeguarla ai mutati canoni estetici dell'epoca, che ne fece una delle sportive giapponesi più apprezzate per lo stile. Venne esportata al di fuori dei confini giapponesi fino al 1996, e mantenuta in produzione per gli ultimi anni solo per il mercato interno, con il sub-brand ɛ̃fini, pur conservando il nome RX-7.
Il motore montato su questa versione era il wankel rotative 13B REW che, con rapporto di compressione pari a 9:1 e sovralimentazione mediante due turbocompressori sequenziali e intercooler aria-aria, erogava nella versione europea 239 CV a 6500 giri/min (255 CV in quella giapponese), mentre nelle versioni Type R e Type RS, in vendita per il mercato interno dal 1999 al 2002, sviluppava 280 CV, dati però solo dichiarati dalla casa per un vincolo tra le case costruttrici giapponesi che imponeva di non superare quella potenza, in realtà quel motore superava alla prova dei fatti i 300 CV.
Il sistema di turbine sequenziali era sofisticato per una vettura di normale produzione. Sviluppato in collaborazione con Hitachi, era composto da un gruppo turbocompressori in blocco unico, specificatamente progettato, consistente di due turbine di ugual dimensioni Hitachi HT12, gemellate nel lato caldo, azionato dai gas di scarico provenienti dai rotori. 
Il sistema, nato per sopperire ai limiti tecnici dei turbocompressori di allora, era stato studiato per fornire una curva di coppia generosa e molto piatta fin dai bassi regimi. Un solo turbocompressore piccolo infatti avrebbe consentito una coppia poderosa ai bassi regimi, ma fornito un motore molto soffocato agli alti; per contro un turbocompressore molto grosso avrebbe aumentato eccessivamente il ritardo della risposta all'acceleratore (turbo-lag) pur fornendo una buona potenza agli alti. Il sistema impiegato sulla RX-7 è di fatto concettualmente semplice, ma di esecuzione assai complicata: i due turbocompressori erano azionati dai gas di scarico e soffiati nel collettore di aspirazione prima singolarmente e poi in coppia, in parallelo. La prima turbina consentiva una sovralimentazione pari a 10 psi (0,689 bar) a partire da 1800 giri/min, la seconda turbina (nel frattempo tenuta in una sorta di "stand-by") era resa operativa a partire dai 4000 giri/min e permetteva di mantenere i 10 psi (0,689 bar) di sovralimentazione fino alla linea rossa dei 7500 giri/min (7000 giri/min per la versione europea). Il passaggio dalla modalità "singola" alla modalità "doppia" tra i 3500 ed i 4000 giri/min vedeva la pressione di sovralimentazione scendere intorno ad 8 psi (0,551 bar), per questo motivo sulla RX-7 si parla non di pressione di sovralimentazione ma di schema della pressione di sovralimentazione, appunto definito 10-8-10.
Tutto il sistema era gestito tramite attuatori pneumatici, valvole a solenoide, valvole by-pass e valvole di sfogo e gestito tutto dalla centralina elettronica del motore, per la sua complessità era spesso fonte di problemi, dovuti in gran parte alla manutenzione che non veniva eseguita correttamente.
Il sistema di iniezione MAP (Manifold Absolute Pressure) L-Jetronic studiato da Bosch prevedeva due iniettori per ogni rotore, azionati anch'essi in modo sequenziale: il primo iniettore da 550 cm³/min alimentava il rotore nel campo di funzionamento del primo turbocompressore, il secondo iniettore da 850 cm³/min veniva azionato in concomitanza con l'entrata in funzionamento del secondo turbocompressore. Per lo stesso motivo, la pompa benzina era azionata a due velocità.
Il motore in questione adottava anche la doppia candela di accensione per ogni rotore, gestito da un sistema elettronico con sensore di detonazione piezo-elettrico, per attenuare il problema del Wankel di avere camere di combustione schiacciate e allungate che davano problemi per il fronte di fiamma che doveva viaggiare da un punto all'altro della camera in pochissimo tempo.
Per  quanto riguarda le sospensioni la vettura era dotata del sistema a doppi bracci triangolari sovrapposti di lunghezza ineguale all'anteriore, mentre al posteriore presentava un sistema Multilink. Sia all'anteriore che al posteriore troviamo ammortizzatori telescopici e molle elicoidali, completati da barre antirollio. I duomi delle sospensioni erano rinforzati da una specifica barra al posteriore ed una regolabile all'anteriore, non presente però nella versione touring e base.
I freni erano a dischi ventilati da 294 mm con pinze flottanti a 4 pistoncini all'anteriore e a dischi ventilati da 294 mm con pinza fissa a singolo pistoncino al posteriore. ABS a 3 canali di serie su tutte le versioni. Servosterzo con assistenza variabile in base alla velocità.
La trazione alle ruote posteriori con differenziale a slittamento limitato di tipo Torsen avveniva tramite un cambio manuale, denominato Type R152a a 5 marce sincronizzate. I rapporti delle marce erano: prima 3.483:1; seconda 2.015:1; terza 1.391:1; quarta  1.000:1; quinta 0.719:1; retromarcia 3.288:1; rapporto finale 4.100:1. Era disponibile anche una trasmissione di tipo automatico denominata R4A-EL controllata elettronicamente a 4 rapporti e con convertitore di coppia.

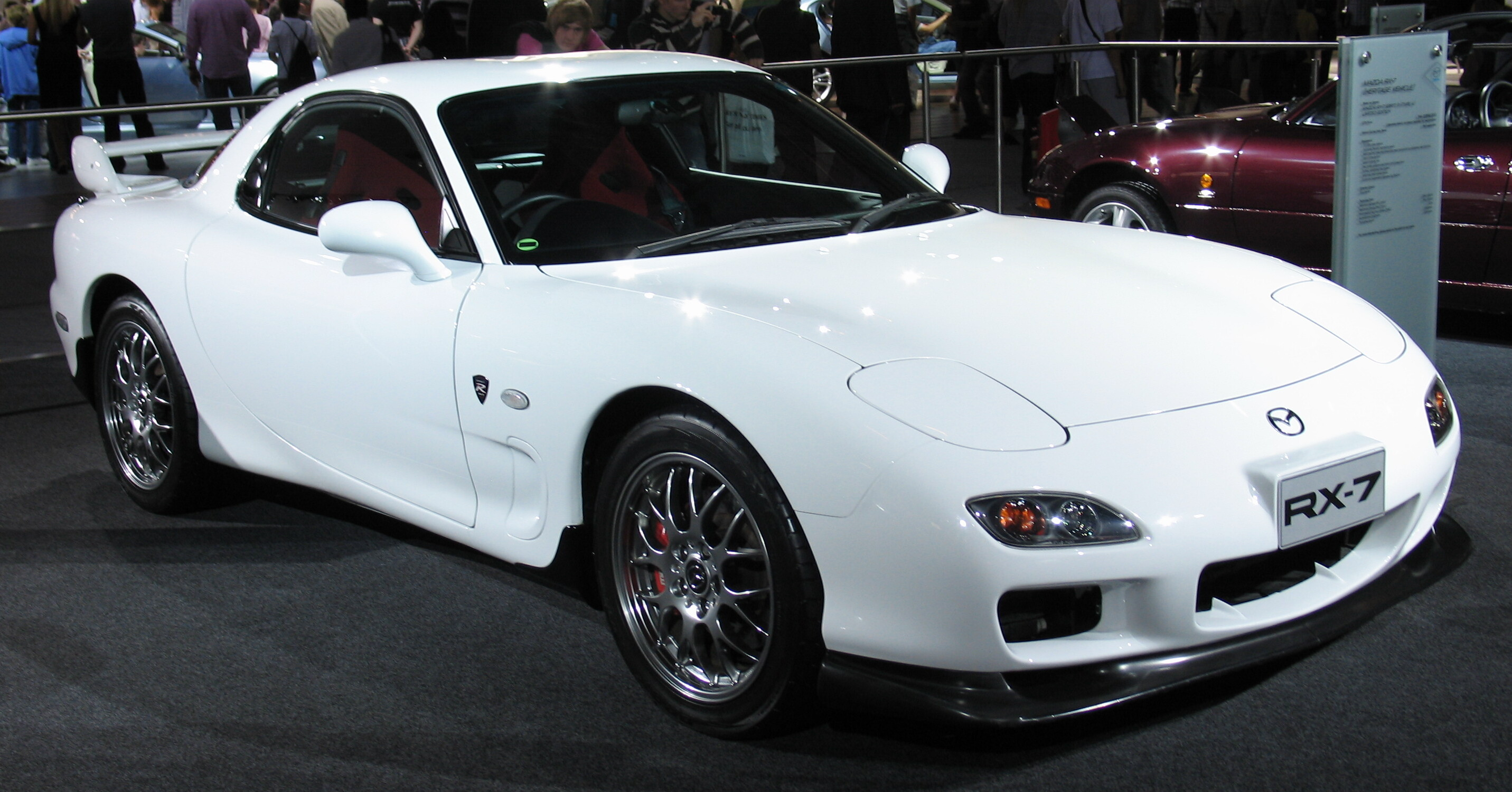
Una Mazda RX-7 Spirit R

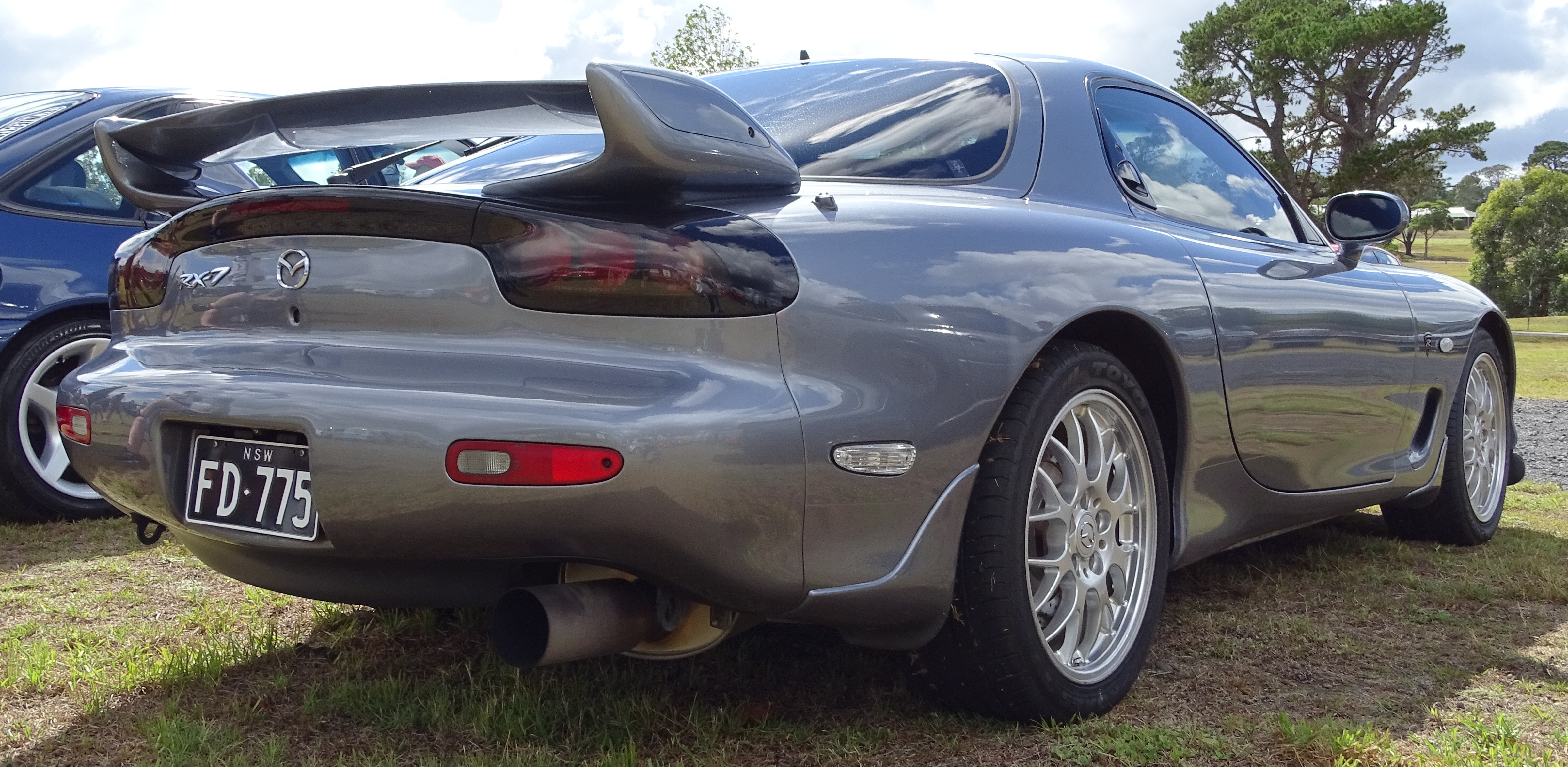
Vista posteriore

Le prestazioni dichiarate erano di una accelerazione da 0 a 100 km/h in 5,5 secondi e 250 km/h di velocità massima, tutto questo grazie anche al peso contenuto di circa 1280 kg.
Il basso centro di gravità, la configurazione con motore anteriore dietro l'asse delle ruote e la trazione al posteriore, unitamente ad una eguale distribuzione dei pesi di 50:50 sui due assi hanno reso l'RX-7 una vettura dalla buona guidabilità e performante se portata al limite.
Nel 2002, ultimo anno di produzione della RX-7, venne presentata una versione ad alte prestazioni, denominata Spirit R. Essa era disponibile nelle configurazioni Type A, B e C. La prima di queste varianti era una biposto dotata di cambio manuale a cinque rapporti, sedili sportivi Recaro che diminuiscono il peso complessivo della vettura di 10 kg e un impianto frenante a disco potenziato.

## Attività sportiva
La Mazda RX-7 è stata iscritta nel 2002 al campionato Super GT nipponico nella classe GT300 dal team RE Amemiya. Oltre ai nuovi sistema di sicurezza prescritti dal campionato e a nuove appendici aerodinamiche, la vettura è stata dotata di un propulsore potenziato a 400 CV di potenza.